# 孔多爾伊基尼亞山
18°20′25″S 69°0′15″W / 18.34028°S 69.00417°W
孔多爾伊基尼亞山（Kuntur Ikiña），是玻利維亞的山峰，位於該國奧魯羅省的薩亞馬省，處於烏馬拉塔火山東北面，屬於安第斯山脈中玻利維亞西部山脈的一部分，海拔高度5,044米。